# El Canelo, Michoacán de Ocampo
El Canelo är en ort i Mexiko.   Den ligger i kommunen La Huacana och delstaten Michoacán de Ocampo, i den södra delen av landet, 300 km väster om huvudstaden Mexico City. El Canelo ligger 176 meter över havet och antalet invånare är 244. Den ligger vid sjön Presa Adolfo López Mateos.
Terrängen runt El Canelo är kuperad österut, men västerut är den platt. Runt El Canelo är det glesbefolkat, med 15 invånare per kvadratkilometer. Närmaste större samhälle är Bellas Fuentes, 17,9 km väster om El Canelo. Trakten runt El Canelo består till största delen av jordbruksmark.